# La Toya Jackson
La Toya Jackson (n. 29 mai 1956, Gary, Indiana, SUA) este o cântăreață americană. Este al patrulea copil al familiei Jackson, sora mai mare a lui Michael Jackson.

## Legături externe
- Official Facebook Page
- La Toya Jackson la Internet Movie Database
- Church of La Toya—officially endorsed fan site